# Гіагінська
Гіагі́нська (рос. Гиаги́нская; адиг. Джаджэ, трансліт. Dźadźe) — станиця, адміністративний центр і найбільший населений пункт Гіагінського району Адигеї і однойменного сільського поселення.
Населення — 14 121 осіб (2010).
Лежить на річці Гіага (притока Лаби) за 30 км на північ від Майкопа. Залізнична станція Гіагінська на гілці Армавір — Туапсе.

## Економіка
У станиці розташовані ВАТ Молочний завод «Гіагінський» (виробництво вершкового масла і сирів), ТОВ «Адигейський комбікормовий завод», хлібзавод.

## Історія
Станиця Гіагінська заснована в 1862 році українцями-кубанськими козаками біля черкеського (адигзького) аулу Аїтека Болотокова, центра Темиргоєвського князівства. До 1920 року входила в Майкопського відділу Кубанської області. З 2 серпня 1924 року — у складі Дондуковського району Майкопського округу, а з 1928 року — у складі Майкопського району.
28 грудня 1934 року утворено Гіагінський район Азово-Чорноморського краю, центром якого й стала станиця. Район 10 березня 1936-го ввійшов у склад Адигейської АО (сучасна Республіка Адигея).